# Borysthenia pronaticina
Borysthenia pronaticina is een uitgestorven slakkensoort uit de familie van de Valvatidae. De wetenschappelijke naam van de soort werd voor het eerst geldig gepubliceerd in 1932 door Lindholm als Valvata (Borysthenia) pronaticina.